# Systata angustata
Systata angustata är en tvåvingeart som beskrevs av Friedrich Georg Hendel 1911. Systata angustata ingår i släktet Systata och familjen fläckflugor.
Artens utbredningsområde är Bolivia. Inga underarter finns listade i Catalogue of Life.